# Метт Гаффарі
Сіамак «Метт» Гаффарі (англ. Siamak «Matt» Ghaffari; нар. 11 листопада 1961, Тегеран) — американський борець греко-римського та вільного стилів іранського походження, дворазовий срібний та бронзовий призер чемпіонатів світу, шестиразовий Панамериканський чемпіон, дворазовий чемпіон Панамериканських ігор, чотириразовий володар та бронзовий призер Кубків світу, срібний призер Олімпійських ігор з греко-римської боротьби, дворазовий Панамериканський чемпіон з вільної боротьби.

## Життєпис
Метт Гаффарі народився в Ірані, але емігрував до Сполучених Штатів у підлітковому віці. Боротьбою почав займатися з 1976 року. Навчався і виступав за Клівлендський університет. Семиразовий чемпіон США. Двічі визнавався Олімпійським комітетом США найкращим борцем греко-римського стилю країни.
Виступав за борцівський клуб «Sunkist Kids» зі Скоттсдейла — передмістя Фінікса. Тренер — Анатолій Петросян, Стівер Фрейзер.
Метт Гаффарі є єдиним борцем греко-римського стилю зі США, який сумарно здобув чотири медалі на чемпіонатах світу і Олімпійських іграх. Ні чемпіоном світу, ні олімпійським чемпіоном йому стати не вдалося. Тричі у фіналах цих турнірів він зустрічався з найкращим борцем греко-римського стилю XX століття Олександром Кареліним і тричі йому поступався.
Після завершення кар'єри борця Метт Гаффарі у 2002 році перший і останній раз взяв участь у матчі за правилами ММА проти чотириразового чемпіона світу й олімпійського медаліста із дзюдо Наої Огави з Японії, але на першій же хвилині поєдинку достроково програв.

## Спортивні результати на міжнародних змаганнях

### Виступи на Олімпіадах
| Змагання                    | Збірна | Вагова категорія                  | Місце  |
| --------------------------- | ------ | --------------------------------- | ------ |
| Літні Олімпійські ігри 1992 | США    | греко-римська боротьба, до 130 кг | 11     |
| Літні Олімпійські ігри 1996 | США    | греко-римська боротьба, до 130 кг | Срібло |

### Виступи на чемпіонатах світу
| Змагання                        | Збірна | Вагова категорія                  | Місце  |
| ------------------------------- | ------ | --------------------------------- | ------ |
| Чемпіонат світу з боротьби 1990 | США    | греко-римська боротьба, до 130 кг | 6      |
| Чемпіонат світу з боротьби 1991 | США    | греко-римська боротьба, до 130 кг | Срібло |
| Чемпіонат світу з боротьби 1994 | США    | греко-римська боротьба, до 130 кг | 6      |
| Чемпіонат світу з боротьби 1995 | США    | греко-римська боротьба, до 130 кг | Бронза |
| Чемпіонат світу з боротьби 1998 | США    | греко-римська боротьба, до 130 кг | Срібло |

### Виступи на Панамериканських чемпіонатах
| Змагання                                   | Збірна | Вагова категорія                  | Місце  |
| ------------------------------------------ | ------ | --------------------------------- | ------ |
| Панамериканський чемпіонат з боротьби 1984 | США    | греко-римська боротьба, до 130 кг | Золото |
| Панамериканський чемпіонат з боротьби 1989 | США    | греко-римська боротьба, до 130 кг | Золото |
| Панамериканський чемпіонат з боротьби 1990 | США    | вільна боротьба, до 130 кг        | Золото |
| Панамериканський чемпіонат з боротьби 1990 | США    | греко-римська боротьба, до 130 кг | Золото |
| Панамериканський чемпіонат з боротьби 1991 | США    | греко-римська боротьба, до 130 кг | Золото |
| Панамериканський чемпіонат з боротьби 1992 | США    | греко-римська боротьба, до 130 кг | Золото |
| Панамериканський чемпіонат з боротьби 1992 | США    | вільна боротьба, до 130 кг        | Золото |
| Панамериканський чемпіонат з боротьби 1994 | США    | греко-римська боротьба, до 130 кг | Золото |

### Виступи на Панамериканських іграх
| Змагання                  | Збірна | Вагова категорія                  | Місце  |
| ------------------------- | ------ | --------------------------------- | ------ |
| Панамериканські ігри 1991 | США    | греко-римська боротьба, до 130 кг | Золото |
| Панамериканські ігри 1995 | США    | греко-римська боротьба, до 130 кг | Золото |

### Виступи на Кубках світу
| Змагання                    | Збірна | Вагова категорія                  | Місце  |
| --------------------------- | ------ | --------------------------------- | ------ |
| Кубок світу з боротьби 1990 | США    | греко-римська боротьба, до 130 кг | Золото |
| Кубок світу з боротьби 1991 | США    | греко-римська боротьба, до 130 кг | Золото |
| Кубок світу з боротьби 1993 | США    | греко-римська боротьба, до 130 кг | Бронза |
| Кубок світу з боротьби 1994 | США    | греко-римська боротьба, до 130 кг | Золото |
| Кубок світу з боротьби 1995 | США    | греко-римська боротьба, до 130 кг | Золото |

### Виступи на інших змаганнях
| Змагання                                                             | Збірна | Вагова категорія                  | Місце  |
| -------------------------------------------------------------------- | ------ | --------------------------------- | ------ |
| Великі майстри олімпійської боротьби 1990                            | США    | греко-римська боротьба, до 130 кг | Срібло |
| Гран-прі Німеччини з боротьби 1994                                   | США    | греко-римська боротьба, до 130 кг | Золото |
| Панамериканський Олімпійський кваліфікаційний турнір з боротьби 1996 | США    | греко-римська боротьба, до 130 кг | Золото |
| Відкритий міжнародний турнір «Sunkist Kids» 2010                     | США    | греко-римська боротьба, до 120 кг | 5      |